# Attus ruficeps
Attus ruficeps är en spindelart som beskrevs av Władysław Taczanowski 1871 [1872. Attus ruficeps ingår i släktet Attus och familjen hoppspindlar. Inga underarter finns listade.